# Leila Akhmerova
Leila Akhmerova (rus: Ле́йла Бегня́зовна Ахмерова)  (1 de maig de 1957) va ser una jugadora d'hoquei sobre herba soviètica que va competir durant les dècades de 1970 i 1980.
El 1980 va prendre part en els Jocs Olímpics de Moscou, on guanyà la medalla de bronze en la competició d'hoquei sobre herba.